# 5094 Серьожа
5094 Серьожа (5094 Seryozha) — астероїд головного поясу, відкритий 20 жовтня 1982 року.
Тіссеранів параметр щодо Юпітера — 3,304.